# Даллас, Александр Джеймс
Александр Джеймс Даллас (англ. Alexander James Dallas) (21 июня 1759 — 16 января 1817) — 6-й министр финансов США.

## Ранние годы
Даллас родился в Кингстоне (Ямайка) в семье доктора Роберта Чарльза Далласа (1710—1769 гг.) и Сары Элизабет (Кормакк) Хьюитт. Когда ему исполнилось пять лет, родители переехали в Эдинбург (его отец был шотландцем), а затем в Лондон. Там его учителем стал Джеймс Элфинстон. Даллас планировал изучать право, но был не в состоянии себе это позволить.

## Начало карьеры адвоката
В 1780 году он женился на Арабелле Марии Смит из Пенсильвании, дочери майора британской армии Джорджа Смита и Арабеллы Барлоу (в свою очередь дочери преподобного Уильяма Барлоу и Арабеллы Треванион, дочери сэра Николаса Треваниона). На следующий год они переехали на Ямайку. Там Далласа приняли в коллегию адвокатов благодаря связям его отца. На Ямайке здоровье Марии пошатнулось, и в 1783 году чета переселилась в Филадельфию. В 1785 году Даллас принят в коллегию адвокатов штата Пенсильвания. Его юридическая практика развивалась вяло и на стороне он редактировал «Вестник Пенсильвании» (Pennsylvania Herald), с 1787 по 1788 гг, и журнал «Columbian Magazine» с 1787 по 1789 гг.

## Секретарь Верховного суда США
Когда в 1791 году Верховный суд Соединенных Штатов переехал в Филадельфию, Даллас стал первым секретарём, назначенным для освещения судебных решений. Поскольку должность секретаря была неофициальной, Даллас не получал за свою работу никакой платы. Он издал тома за четыре года заседаний, но они были раскритикованы как неполные, неточные и весьма запоздалые. Например, об историческом процессе «Чишолм против Джорджии» (1793 г.), который привёл к принятию Одиннадцатой поправки к Конституции США, Даллас сообщил лишь пять лет спустя, уже после того, как поправка была ратифицирована. Когда Верховный суд переехал в новую столицу, Вашингтон, округ Колумбия, Даллас отказался от дальнейшей работы секретарём, заявив: «Я нашёл такую жалкую поддержку своим отчётам, что решился назвать и посвятить их крысам в Здании администрации штата». В 1793 году он стал одним из основателей «Демократическо-республиканских обществ».
С 1791 года являлся также членом Американского философского общества и попечителем Пенсильванского университета.

## Секретарь штата
Губернатор Томас Миффлин назначил Далласа своим секретарём, эту должность он занимал с 1791 по 1801 год. Поскольку Миффлин был алкоголиком, фактически, на протяжении большей части конца 1790-х годов, обязанности губернатора исполнял Даллас. Даллас поддерживал Демократическо-республиканскую партию в штате Пенсильвания и выступал в поддержку составления новой Конституции США.

## Министр юстиции США и секретарь казначейства
В 1801 году назначен прокурором восточного округа штата Пенсильвания, пробыл на этом посту до 1814 года. Когда его друг Альберт Галлатин являлся министром финансов, и началась Англо-американская война 1812 года, он помог Галлатину в получении средств на борьбу с Британией. Война почти разорила федеральное правительство ко времени, когда Даллас сменил Галлатина в должности министра финансов. Даллас реорганизовал вверенное ему министерство, вернул в профицит государственный бюджет, отстаивал создание Второго банка Соединенных Штатов, и оставление в стране металлической денежной системы.

## И. о. военного министра и и. о. государственного секретаря
С 2 марта 1815 года по 1 августа 1815 г. Даллас исполнял обязанности военного министра и в том же году на некоторое время являлся также действующим государственным секретарём. Затем вернулся в Филадельфию, где умер в 1817 году.

## Память и семья
В честь него названы округ Даллас в штате Алабама, городок Даллас-Тауншип в штате Пенсильвания. Форт Даллас в штате Флорида и корабль ВМС США USS Dallas (DD-199) были названы в честь его сына, Александра Далласа, который умер во время службы в ВМФ.
Другой его сын, Джордж Миффлин Даллас, был вице-президентом при Джеймсе Полке.
Его дочь, София Баррелл Даллас, 4 апреля 1805 вышла замуж за Ричарда Бейча-младшего. Его матерью была Сара Франклин Бейч (11 сентября 1743 г. — 5 октября 1808 г.), дочь Бенджамина Франклина, одного из отцов-основателей Соединенных Штатов Америки и Деборы Рид.